# Le Puy-Sainte-Réparade
Le Puy-Sainte-Réparade település Franciaországban, Bouches-du-Rhône megyében. Lakosainak száma 5794 fő (2022. január 1.). Le Puy-Sainte-Réparade Aix-en-Provence, Meyrargues, Rognes, Saint-Estève-Janson, Venelles, Pertuis és Villelaure községekkel határos.

## Népesség
A település népességének változása:
| Lakosok száma | 2569 | 3079 | 4414 | 5112 | 5389 | 5557 | 5719 | 5882 | 5866 | 5794 |
|               | 1968 | 1982 | 1990 | 2006 | 2013 | 2015 | 2017 | 2019 | 2020 | 2022 |